# St Nicolas Church (Newbury)

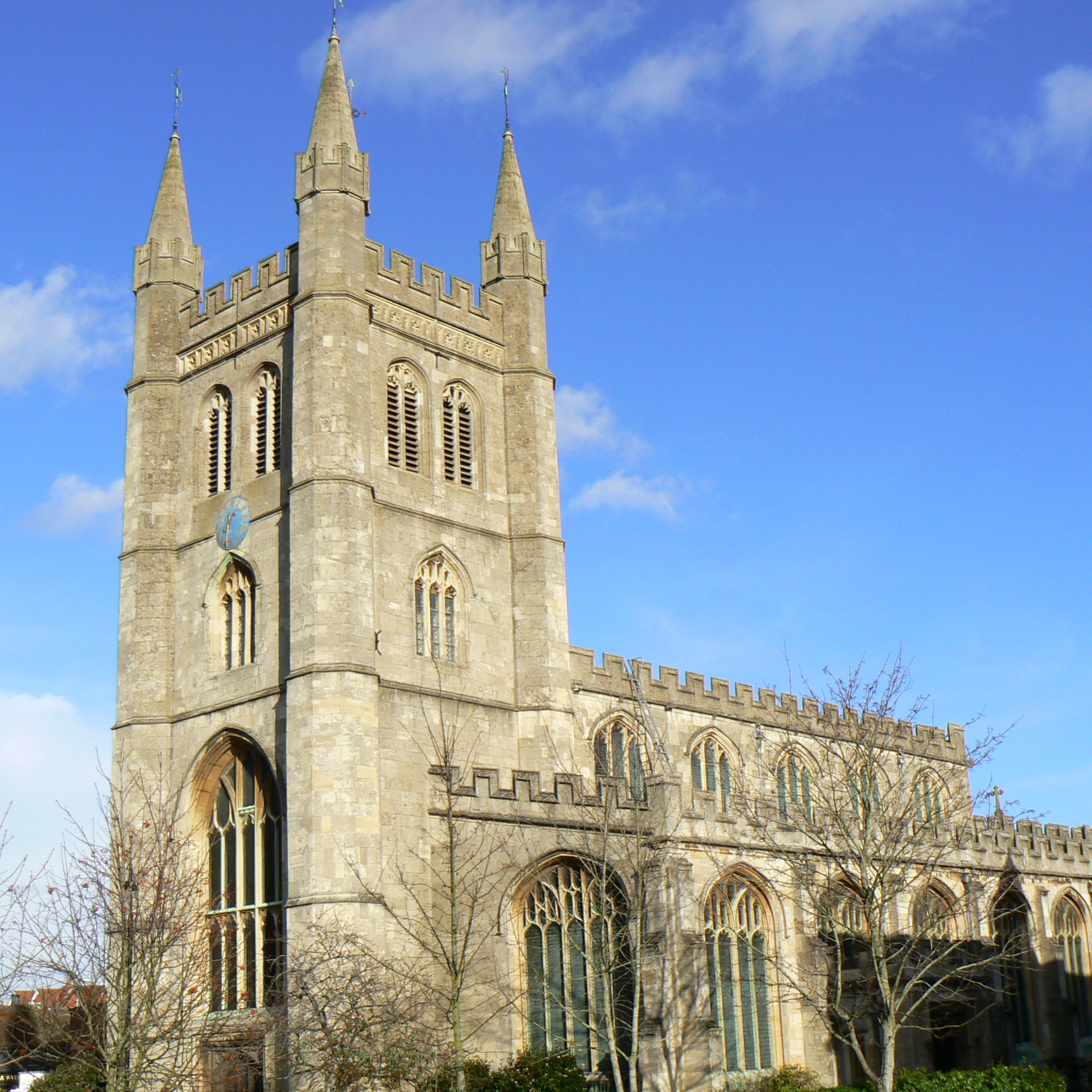
St Nicolas Church, Newbury

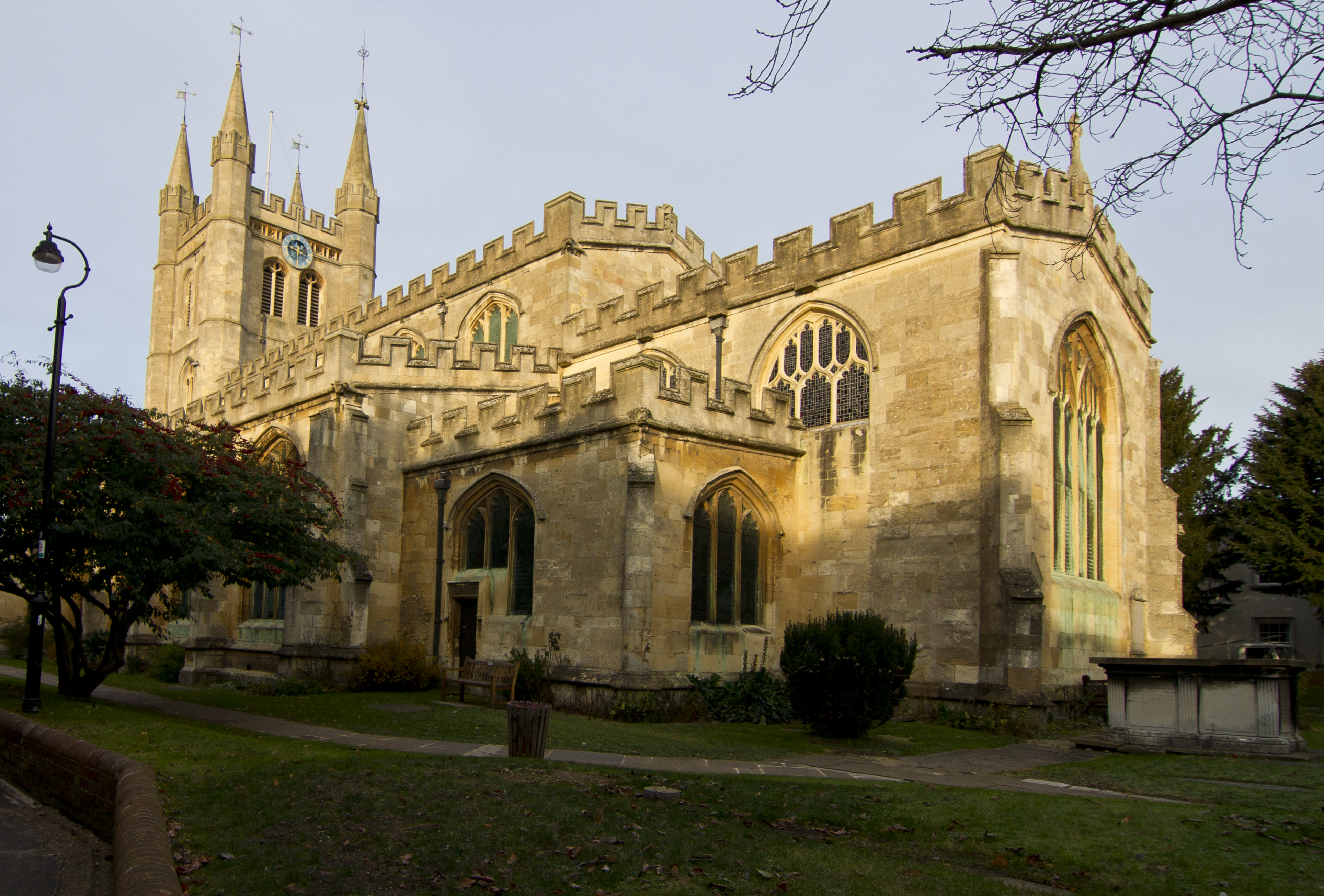
Kirche von Südosten

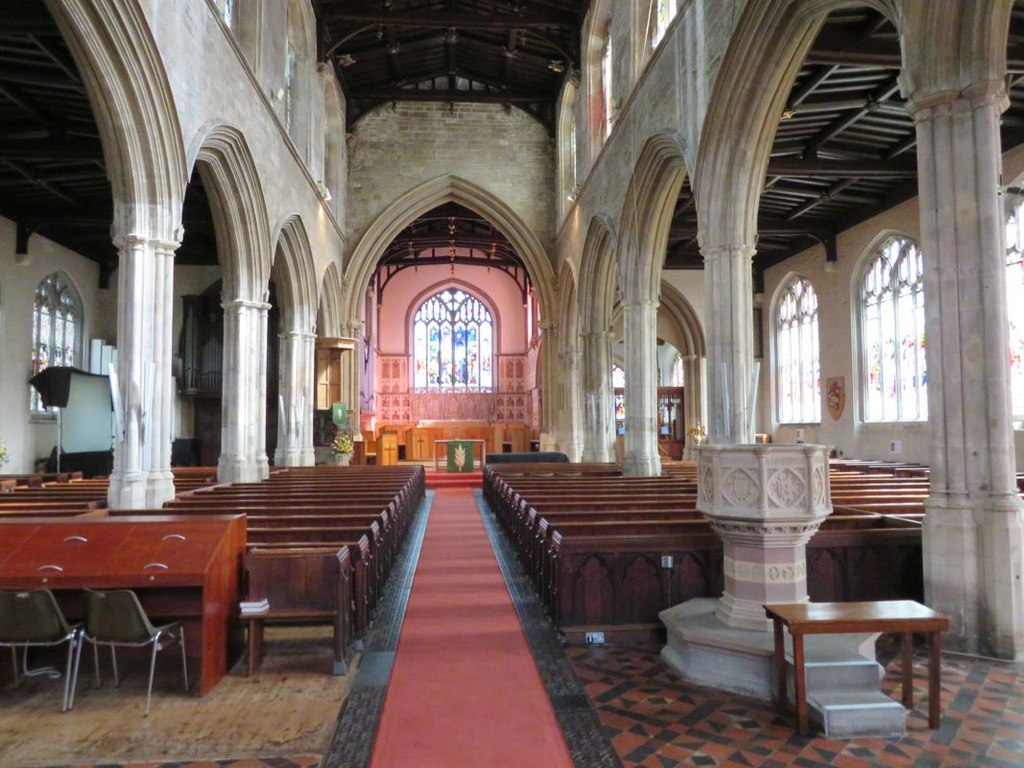
Langhaus und Chor

Die der Church of England zugehörige St Nicolas Church in der südenglischen Stadt Newbury in der Grafschaft (county) Berkshire ist eine Pfarrkirche mit dem Patrozinium des hl. Nikolaus von Myra; sie ist als Grade-I-Bauwerk eingestuft und gehört zum Major Churches Network.

## Lage
Die etwa 45.000 zählende Stadt Newbury liegt am River Kennet ca. 95 km (Fahrtstrecke) westlich von London bzw. 60 km nördlich von Southampton in einer mittleren Höhe von ca. 90 m; Die St Nicolas Church liegt südlich des Flusses.

## Geschichte
Bereits in normannischer Zeit ist eine Kirche in Newbury erwähnt. Der heutige Kirchenbau entstand auf Betreiben des Textilhändlers John Smallwood († 1510) in den Jahren zwischen 1509 und 1533 in den Formen des späten Perpendicular Style. Während des Englischen Bürgerkriegs (1642–1649) wurde die Kirche als Hospital und Stall genutzt; danach als Gefängnis. Im 19. Jahrhundert wurde die Kirche restauriert, doch wurden wahrscheinlich keine baulichen Veränderungen vorgenommen.

## Architektur
Der etwa 25 m hohe Glockenturm (bell tower) tritt zur Hälfte aus der Fassade hervor; er schließt nach oben mit einem Zinnenkranz und vier kleinen Ecktürmchen (pinnacles) ab. Das Innere der Kirche ist dreischiffig und basilikal; ein Querschiff fehlt. Der gesamte Kirchenraum wird von unterschiedlichen gezimmerten Holzdecken überspannt. Der Übergang vom Langhaus zum Chor wird durch Triumphbögen betont.

## Ausstattung
Von der während des Bürgerkriegs weitgehend zerstörten oder geplünderten Ausstattung sind noch das Grabmal des Stifters und die Kanzel (pulpit) erhalten; die Glasfenster stammen nahezu ausschließlich aus dem 19. Jahrhundert.